# Robusticoelotes sanmenensis
Robusticoelotes sanmenensis is een spinnensoort in de taxonomische indeling van de nachtkaardespinnen (Amaurobiidae).
Het dier behoort tot het geslacht Robusticoelotes. De wetenschappelijke naam van de soort werd voor het eerst geldig gepubliceerd in 2002 door Guo Tang, Chang-Min Yin & Zhang.